# Songs for Oblivion Fishermen
Songs for Oblivion Fishermen  is het negenentwintigste album van de Britse progressieve rockband Caravan. Het is de een verzameling van niet eerder uitgebracht opnames gemaakt door de BBC, bij optredens van Caravan voor de radio. Het verscheen in 1997.
De opnames zijn van 19 augustus 1970 (nummers 1-3), 11 maart 1971 (nummers 4-6), 20 augustus 1973 (nummers 7-8) en 7 februari 1974 (nummers 9-12). Op de eerste zes nummers speelt Richard Sinclair nog basgitaar, de laatste nummers heeft John G. Perry dat van hem overgenomen.

## Tracklist
1. Hello, Hello - 2:51
2. If I Could Do It All Over Again, I'd Do It All Over You - 2:48
3. As I Feel I Die - 4:31
4. Love Song Without Flute - 3:20
5. Love To Love You - 2:25
6. In The Land Of Grey And Pink - 3:39
7. Memory Lain, Hugh - 4:54
8. A Hunting We Shall Go / Backwards - 8:25
9. The Love In Your Eye - 13:52
10. Mirror For The Day - 4:15
11. For Richard - 15:03
12. Virgin On The Ridiculous - 7:00

## Bezetting
- Pye Hastings, zang, gitaar
- Geoff Richardson altviool, viool
- David Sinclair orgel, elektrische piano
- Richard Sinclair, basgitaar, zang
- John G. Perry, basgitaar, zang
- Richard Coughlan, drums